# Biblioteca Antonio de Nebrija
La Biblioteca Antonio de Nebrija es la biblioteca de humanidades de la Universidad de Murcia, está situada en el Campus de la Merced. Fue creada en 1997, para gestionar la amplia colección de fondos de humanidades, dispersos en distintas unidades de la UM.

## Historia
Fue inaugurada en octubre de 1997, se creó con los fondos bibliográficos procedentes de la fusión de los fondos de humanidades de la antigua Biblioteca General, que estaba ubicada en el claustro de la actual Facultad de Derecho, y todos los fondos bibliográficos de las bibliotecas departamentales de la Facultad de Letras, junto a los de la Biblioteca de Letras.
La colección se mantiene con los presupuestos anuales para material bibliográfico procedentes de la Facultad de Letras.

## Sede
El edificio del Colegio Mayor Cardenal Belluga, sede de la Biblioteca Antonio de Nebrija, funcionó como colegio mayor desde 1953 hasta principios de los 90. 
En 1992 se inaugura el edificio Antonio de Nebrija para uso bibliotecario, en el que conviven varias dependencias de la BUM, hasta la creación de las Bibliotecas de Campus.
En octubre de 1997 se inaugura la actual Biblioteca Antonio de Nebrija, con la fusión de fondos de humanidades, en el Campus de la Merced.
El edificio] cuenta con 3776 m², distribuidos en 12 Salas y una Mediateca. Los puestos de lectura son 745. Hay 9 CTG (Cabinas de Trabajo en Grupo) con 116 puestos en total.

## Fondos y estudios

### Fondos bibliográficos
La biblioteca cuenta con 235 938 ejemplares, además de 1019 libros anteriores a 1900 (ubicados en el Fondo Antiguo) y 15 850 anteriores a 1958 (ubicados en un depósito externo).
Áreas temáticas:
- Geografía e Historia: Geografía. Arqueología. Prehistoria. Historia de España. Historia de América. Historia de Europa, Asia y África. Historia del Arte. Historia de la mujer. Historia de las Ciencias sociales
- Filologías: Filología Clásica (Latina y Griega). Filología Alemana. Filología Inglesa. Filología Francesa. Filología Hispánica. Filología Italiana. Otras Filologías Románicas (Gallega-Portuguesa, Catalana, Provenzal,  etc.). Filología Árabe. Otras Filologías Semíticas  (Hebreo, ladino, arameo, acadio, etc.). Filología Eslava (Ruso, etc.). Otras (Euskera, escandinavas, lenguas muertas)

## Salas
Salas con placas dedicadas a nuestro Profesorado Emérito: "Sala Profesor José García López" (Fondos de Filología Griega). "Sala Profesora Francisca Moya del Baño" (Fondos de Filología Latina). "Sala José Perona. Maestro de Gramática" (Fondos de Lengua Española y Gramática histórica)
Guías temáticas

### Estudios
Grados
Grado en Geografía y Ordenación del Territorio. Grado en Historia. Grado en Historia del Arte. Grado en Lengua y Literatura Españolas. Grado en Filología Clásica. Grado en Estudios Ingleses. Grado en Estudios Franceses. Grado en Traducción e Interpretación (Inglés). Grado en Traducción e Interpretación (Francés).
Másteres
Máster Universitario en Arqueología Aplicada, Gestión Profesional y Estrategias de Investigación en Patrimonio Arqueológico. Máster Universitario en Artes Escénicas. Máster Universitario en Estudios Lingüísticos Avanzados. Máster Universitario en Historia Social Comparada. Relaciones Familiares, Políticas y de Género en Europa y América Latina. Máster Universitario en Investigación y Gestión del Patrimonio Histórico-Artístico y Cultural. Máster Universitario en Lengua y Lingüística Inglesas: Orientación Investigadora y Aplicaciones Académicas. Máster Universitario en Literatura Comparada Europea. Máster Universitario en Traducción Editorial. Máster Universitario en Teología. Máster Universitario en Territorio y Paisaje: Instrumentos de Análisis y Gestión. Máster Universitario en Lingüística Teórica y Aplicada. Máster Universitario en Historia y Patrimonio Naval.